# 手稲郵便局
手稲郵便局（ていねゆうびんきょく）は、北海道札幌市手稲区前田7条にある郵便局である。民営化前の分類では集配普通郵便局であった。

## 概要
住所：〒006-8799 北海道札幌市手稲区前田7条11丁目1-1

## 沿革
- 1899年（明治32年）3月21日 - 軽川（かるかわ）郵便受取所として開設[1]。
- 1901年（明治34年）2月1日 - 下手稲（しもていね）郵便局（三等）となる。貯金取扱を開始。
- 1906年（明治39年）1月1日 - 軽川郵便局に改称。
- 1952年（昭和27年）10月1日 - 手稲郵便局に改称[2]。
- 1965年（昭和40年）4月24日 - 簡易な電話の加入および料金に関する事務を除く電話交換事務を札幌西電報電話局に移管。
- 1967年（昭和42年）
  - 3月20日 - 手稲鉱山郵便局[3]から和文電報配達事務を移管。
  - 11月27日 - 和文電報配達および簡易な電話の加入および料金に関する事務を手稲電報電話局に移管。
- 1970年（昭和45年）7月1日 - 特定郵便局から普通郵便局へ局種別改定。
- 1979年（昭和54年）9月6日 - 手稲山口簡易郵便局の廃止に伴い、取扱業務を承継。
- 1984年（昭和59年）7月23日 - 西区富丘3条5丁目から、同区手稲前田に局舎新築、移転。
- 1985年（昭和60年）6月1日 - 手稲前田簡易郵便局の廃止に伴い、取扱業務を承継。
- 1985年（昭和60年）9月24日 - 郵便番号を061-24から006に変更。
- 1998年（平成10年）9月1日 - 外国通貨の両替および旅行小切手の売買に関する業務取扱を開始。
- 2007年（平成19年）10月1日 - 民営化に伴い、併設された郵便事業手稲支店に一部業務を移管。
- 2012年（平成24年）10月1日 - 日本郵便株式会社の発足に伴い、郵便事業手稲支店を手稲郵便局に統合。
- 2017年（平成29年）4月1日 - ゆうゆう窓口の営業時間を縮小（24時間から7:00～22:00に変更）。

## 取扱内容
- 郵便、印紙、ゆうパック、内容証明
- 貯金、為替、振替、振込、国際送金、外貨両替、国債、投資信託
- 生命保険、バイク自賠責保険、自動車保険、変額年金保険
- 地方公共団体事務（札幌市バス利用券、札幌市敬老優待乗車証などの交付）
- ゆうちょ銀行ATM
- 札幌市手稲区内の集配業務
- ゆうゆう窓口

## 周辺
- 国道5号
- 北海道道44号石狩手稲線（石狩手稲通）
- 北海道道452号下手稲札幌線（下手稲通）
- 新川
- 札幌市手稲区役所
- 下手稲公園
- 前田公園
- クロスガーデン手稲前田
- ザ・ビッグ エクスプレス（旧スーパーマーケットジョイ）前田店
- 北海道科学大学
- 北海道札幌手稲高等学校
- 札幌市立前田中学校
- 札幌市立前田小学校
- 聞佛寺

## アクセス
- JR函館本線 手稲駅から徒歩約20分
- JR北海道バス 前田6条10丁目停留所、もしくは北海道中央バス 手稲郵便局前停留所からそれぞれ徒歩約1分
- 札樽自動車道 手稲ICから北東へ約2km
- 駐車場あり：18台